# نايجل شورت
نايجل ديفيد شورت (بالإنجليزية: Nigel David Short)‏ أستاذ كبير انجليزي وكاتب ومدرب في الشطرنج، تحصل على لقب الأستاذ الكبير في الـ 19 من العمر وصنف الثالث عالميا في ترتيب الاتحاد الدولي للشطرنج بين عامي 1988 و1989، وأصبح في 1993 أول لاعب إنجليزي يلعب مقابلة بطولة العالم للشطرنج حين تأهل لمقابلة غاري كاسباروف في بطولة 1993 بلندن لكنه خسر.

## روابط خارجية
- نايجل شورت على موقع الاتحاد الدولي للشطرنج (الإنجليزية)
- نايجل شورت على موقع مباريات الشطرنج (الإنجليزية)
- نايجل شورت على موقع 365Chess.com (الإنجليزية)
- نايجل شورت على موقع Chesstempo.com (الإنجليزية)
- نايجل شورت سجل أولمبياد الشطرنج على موقع OlimpBase.org (الإنجليزية)